# Cacciabellapass
Der Cacciabellapass ist ein Gebirgspass im Bergell im Schweizer Kanton Graubünden.
Er liegt auf dem Gebiet der Gemeinde Bregaglia und verbindet das Bondascatal im Westen (Sciorahütte) mit dem Tal des gestauten Albignasees im Osten (Albignahütte). Begangen wird üblicherweise die südliche Passhöhe (2894 m ü. M., T5), die nördliche Passhöhe (2868 m ü. M.) liegt 140 m davon entfernt.